# Magdalena In de Betou
Magdalena Annette Iréne Lorent In de Betou, född Johannesson den 23 september 1964, är en svensk skådespelare, manusförfattare och komiker. Hon är bland annat känd från rollen som kossan Doris i barnprogrammet Abrakadabra och som Kajsa i TV-serien Cleo.
In de Betou spelade en av huvudrollerna, ”Kicki”, i SVT:s dramakomediserie Lite som du 2005. Hon var dessutom sommarvärd i P1:s radioprogram Sommar 21 juni 2003. 2006 medverkade hon i humorprogrammet Parlamentet på TV4. År 2015 gjorde hon huvudrollen i filmen I nöd eller lust. Hon är gift med Lars In de Betou.

## Pokerspel
År 2007 kvalificerade hon sig till poker-VM i Las Vegas i USA. I september 2008 vann hon första priset, äran samt 160 498 estniska kronor i den andra omgången av Pokerfinnkampen i Tallinn i Estland. Hon placerade sig också i Unibet Open i Italien 2009. In de Betou har varit profil för spelbolaget Paf från 2010 och har även varit profil för Svenska Spel. Hon arbetar för en mer jämställd spelindustri där kvinnor stärker sin position inom strategispel.

## Utmärkelser
Under 2010 var hon programledare for SVT-dokumentärserien Kysst av spriten och fick pris som ”Årets mediaperson” av Svenska läkare  

## Filmografi
- 1990 – Sputnik SVT  (programledare)
- 1991–1998 – Bolibompa SVT (programledare)
- 1999 – Crazy Love SVT (TV-serie)
- 1998–2001 – Abrakadabra (TV-serie)
- 2002–2003 – Cleo (TV-serie)
- 2005–2006 – Lite som du (TV-serie)
- 2006 – Göta kanal 2 – Kanalkampen
- 2008 – Vi hade i alla fall tur med vädret – igen
- 2010 – Kysst av spriten – (SVT-dokumentärserie)
- 2011 – Gustafsson 3 tr (TV-serie)
- 2013 – Gustafsson 3 tr (TV-serie)
- 2015 – I nöd eller lust
- 2015 – Ombytta roller med Keyyo – (Svt-Humor serie)
- 2016 – Morden i Sandhamn (TV-serie)
- 2016 – Syrror (TV-serie)
- 2016 – Fröken Frimans krig (TV-serie)
- 2018 – Helt perfekt (TV-serie)
- 2018 – Krocken
- 2019 – Bonusfamiljen (TV-serie)
- 2020 – Ambassaden

## Teater

### Roller (ej komplett)
| År   | Roll         | Produktion                                              | Regi            | Teater                 |
| ---- | ------------ | ------------------------------------------------------- | --------------- | ---------------------- |
| 1997 | Anna         | Dunkla drifter                                          | Johan Paulsen   | Stockholms stadsteater |
| 1997 | Maria        | Hotelliggaren Ray Cooney                                | Bo Hermansson   | Chinateatern           |
| 2002 | Eva          | Maken till fruar                                        | Bo Hermansson   | Oscarsteatern          |
| 2003 | Mrs Dane     | Fame                                                    | Hans Berntsson  | Oscarsteatern          |
| 2004 | Mari Nilsson | Fångad på nätet Ray Cooney                              | Bo Hermansson   | Oscarsteatern          |
| 2008 | Karin        | Sune Anders Jacobsson och Sören Olsson och Martin Landh | Fredde Granberg | Göta Lejon             |
| 2011 | Inger        | Kärlek och svek Nora Ephron                             | Jan de la val   | Scalateatern           |